# 4A Games
4A Games — украино-мальтийская студия, занимающаяся разработкой компьютерных игр. Компания была основана в 2006 году в Киеве четырьмя разработчиками, ушедшими из GSC Game World. В 2014 году 4A Games перенесла свою штаб-квартиру в Слиму (Мальта), в то время как киевское подразделение было сохранено в качестве филиала. За время существования студия выпустила три игры в серии Metro, базирующихся на серии романов Дмитрия Глуховского, а также игру Arktika.1 для устройств виртуальной реальности.

## История

### Основание

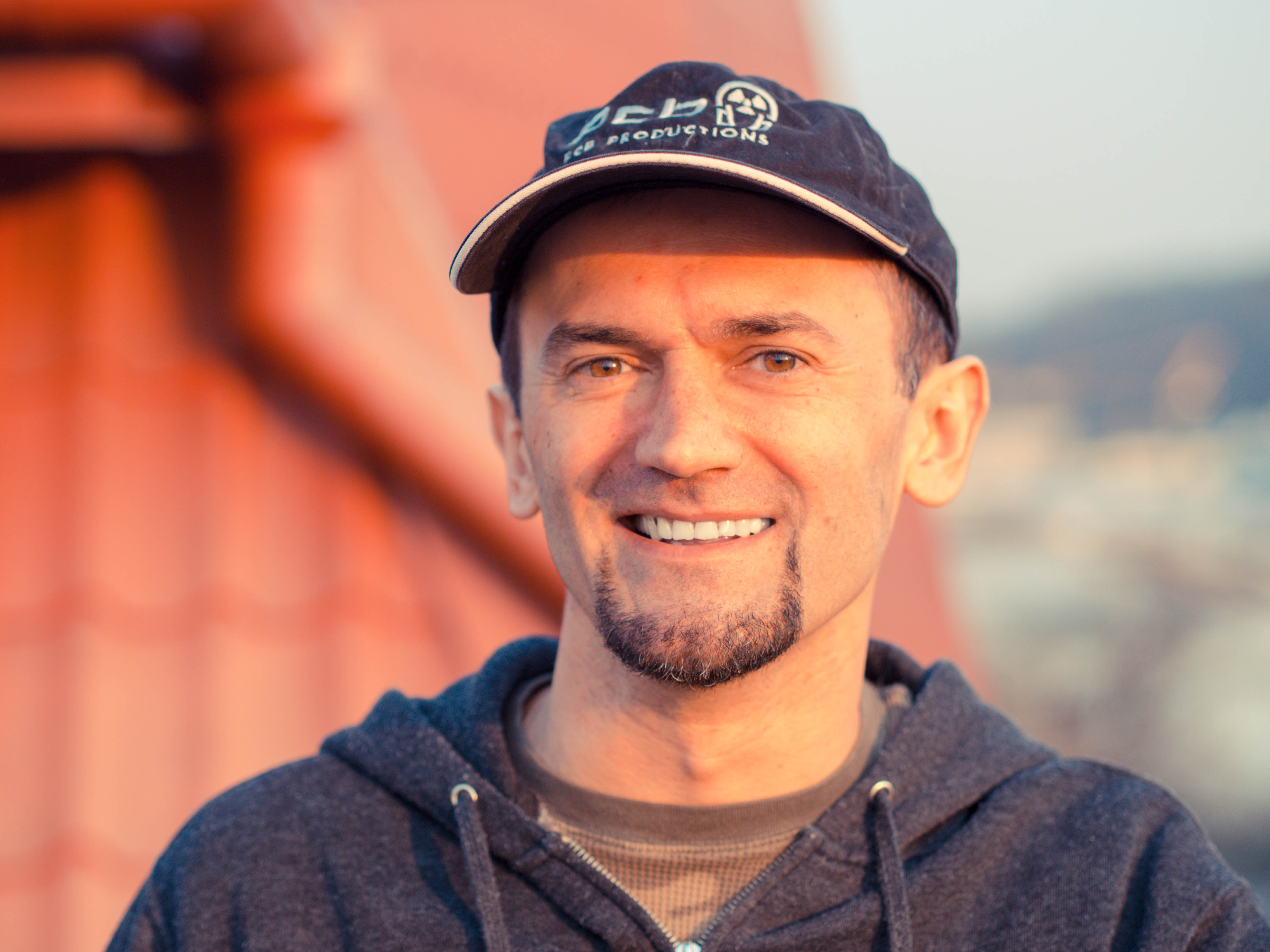
Андрей Прохоров, основатель и креативный директор компании

4A Games была основана в 2006 году в Киеве Андреем Прохоровым, Олесем Шишковцовым, Александром Максимчуком и Андреем Ткаченко. Все четверо были выходцами из украинской игровой студии GSC Game World — разработчика серии Казаки и S.T.A.L.K.E.R.. К «S.T.A.L.K.E.R.: Тень Чернобыля» Прохоров лично прикладывал руку как главный руководитель. Но по словам основателей, тому не нравилось, что главный исполнительный директор студии Сергей Григорович получал за игры гораздо больше, чем его сотрудники. В 2006 году ситуация достигла критической точки — Прохоров поссорился с Григоровичем из-за зарплаты, что в итоге привело к уходу первого из студии, а также двух ведущих программистов GSC Game World — Максимчука и Шишковцова, и 3D-художника Андрея Ткаченко. Четвёрка покинувших основала свою студию 4A Games, в первую очередь для более лояльного отношения к своим сотрудникам.

### Игры
Первой игрой компании стала Metro 2033 — игровая интерпретация одноимённого романа российского писателя Дмитрия Глуховского. Как вспоминал писатель, Андрей Прохоров вместе со своей командой были одними из первых читателей его книги, и геймдизайнер сразу посчитал, что эта история хорошо подходит для их дебютной игры. Издателем выступила американская студия THQ, выделившая относительно небольшой бюджет на разработку из-за низких ожиданий. Metro 2033 вышла в марте 2010 года на Windows и Xbox 360 и получила в целом положительные отзывы. Игра также стала коммерчески успешной — в июне 2012 года THQ объявила о 1,5 миллиона проданных копий за всё время. В ходе создания игры, в студию присоединился Дин Шарп из THQ в качестве генерального директора.
После такого успеха студия решила начать работу над сиквелом Metro 2033. Metro: Last Light была анонсирована на E3 2011. Но на стадии разработки игра столкнулась с многими проблемами. Так, издатель игры THQ отложил дату выхода на 2013 год, а позже и вовсе обанкротился. Права на франшизу приобрела компания Koch Media за 5,9 миллиона долларов, что позволило компании закончить разработку игры. Metro: Last Light вышла в 2013 году, издателем выступила Deep Silver. Во время разработки также в сеть попала информация об отмене издателем шутера Deep Six, действия которого должны были происходить на планете Земля после нападения инопланетян. Last Light, также как и Metro 2033, получила положительные отзывы и стала самой продаваемой игрой недели в Великобритании.
В 2014 году был официально анонсирован сборник Metro Redux, состоящий из обновлённых версий Metro: Last Light и Metro 2033 для Windows, PlayStation 4 и Xbox One. В 2017 году компанией Oculus была выпущена игра для шлемов виртуальной реальности Arktika.1, разработанная 4A Games. Также в 2017 году была анонсирована третья часть серии игр Metro — Exodus. Её выход состоялся в 2019 году. Также как и предыдущие игры серии, Exodus получила положительные отзывы, а за первый месяц после выхода, игра заняла второе место в британских чартах. Однако на выходе было несколько проблем — так, предзаказы ПК-версии в Steam были временно остановлены из-за эксклюзивности в Epic Games Store, а российские СМИ подвергли игру критике за «русофобию» и «антикоммунистический настрой».

### Переезд и расширение
12 мая 2014 года из-за политического кризиса на Украине и аннексии Крыма Российской Федерацией студия объявила о необходимом расширении числа сотрудников для переезда в мальтийский городок Слиму. Таким образом, основная студия находится на Мальте, а киевский офис работает как дополнительный офис.
В августе 2020 года 4A Games была приобретена Embracer Group через свою дочернюю компанию Saber Interactive за 36 миллионов долларов. Koch Media, а также их дочерняя компания Deep Silver, которая является издателем серии Metro, также ранее уже вошли в состав Embracer Group. После того, как в феврале 2022 года российские войска вторглись на территорию Украины, Saber Interactive заявила, что все сотрудники киевской студии 4A Games могут переехать в другие компании, принадлежащие Saber. Как и другие украинские студии разработчиков видеоигр, 4A Games приняла участие в кампании по сбору средств на гуманитарную помощь Украине.
В марте 2024 года Saber Interactive и большая часть её студий отделились от Embracer Group, однако 4A Games, в числе прочих студий, не вошла в сделку и осталась под владением Embracer. За Saber сохранилось право на дальнейший выкуп студии, однако в сентябре 2024 года было объявлено, что компания отказалась от её покупки. В феврале 2025 года было объявлено, что украинский филиал 4A Games отделился от мальтийского головного офиса и был переименован в Reburn, для того, чтобы бросить все силы на разработку игры La Quimera. В официальном заявлении студия также заявила, что она продолжит разрабатывать новые игры серии Metro вместе с Дмитрием Глуховским.

## Продукция

### Разработанные игры
| Год  | Название          | Платформы                                                                                | Прим.                              |
| ---- | ----------------- | ---------------------------------------------------------------------------------------- | ---------------------------------- |
| 2010 | Metro 2033        | Windows, macOS, Linux, Xbox 360, Xbox One, PlayStation 4, Nintendo Switch                | [ 45 ] [ 46 ] [ 47 ] [ 48 ] [ 49 ] |
| 2013 | Metro: Last Light | Windows, macOS, Linux, Xbox 360, Xbox One, PlayStation 3, PlayStation 4, Nintendo Switch | [ 46 ] [ 47 ] [ 48 ] [ 49 ] [ 50 ] |
| 2017 | Arktika.1         | Windows                                                                                  | [ 51 ]                             |
| 2019 | Metro Exodus      | Windows, macOS, Linux, Xbox One, Xbox Series X/S, PlayStation 4, PlayStation 5           | [ 52 ] [ 53 ] [ 54 ]               |

### Отменённые игры
- Deep Six[19]

### Игровой движок
- 4A Engine — игровой движок, изначально созданный компанией для игры Metro 2033.